# Beni-Snassen (región)
La región de Beni-Snassen se encuentra en el noreste de Marruecos, en la provincia de Berkan, la provincia de Oujda, y la provincia de Taourirt, al noroeste de la frontera entre Argelia y Marruecos. Los habitantes son predominantemente de habla árabe.

## Tribus
La tribu Beni-Snassen se divide en 4 tribus que incluyen:
- Beni Khaled
- Beni Menqouch
- Beni 'Atiq
- Beni Ourimech